# Daniel Carroll (rugby à XV)
Pour les articles homonymes, voir Daniel Carroll et Carroll.

a Compétitions nationales et continentales officielles uniquement.

b Matchs officiels uniquement.
Daniel Brendon Carroll, né le 17 novembre 1888 à Melbourne et mort le 5 août 1956 à La Nouvelle-Orléans, est un joueur de rugby à XV australo-américain, ayant occupé le poste de trois-quarts centre, puis d'arrière ou d'ailier, en sélections nationales.

## Biographie
En club, Daniel Carroll joue pour Saint George's en Australie, puis à l'université Stanford aux États-Unis, ayant émigré en Amérique lors d'une tournée en 1912. Il est triple champion olympique de rugby pour deux pays différents. Comme joueur en 1908 (marquant deux essais) et douze années plus tard en 1920, tenant alors le rôle d'entraîneur-joueur dans cette dernière sélection. Par contre il connaît la défaite face aux français à Colombes toujours en 1920, un mois après la victoire olympique à l'occasion du match revanche. Puis en 1924 il est encore l'entraîneur de l'équipe américaine, une nouvelle fois victorieuse dans cette compétition quadriennale.

## Palmarès
- Champion olympique de rugby à XV aux Jeux olympiques d'été de 1908 et aux Jeux de 1920.

## Statistiques
De 1908 à 1912, Daniel Carroll dispute trois matches avec l'équipe d'Australie au cours desquels il marque un essai soit trois points,. De 1913 à 1920, il dispute trois matches avec l'équipe des États-Unis.
| Année | Compétition     | Matches | Points | Essais |
| ----- | --------------- | ------- | ------ | ------ |
| 1908  | Jeux olympiques | 1       | -      | -      |
| 1908  | Test match      | 1       | -      | -      |
| 1912  | Test match      | 1       | 3      | 1      |
| Total | Total           | 3       | 3      | 1      |

| Année | Compétition     | Matches | Points | Essais |
| ----- | --------------- | ------- | ------ | ------ |
| 1913  | Test match      | 1       | -      | -      |
| 1920  | Jeux olympiques | 1       | -      | -      |
| 1920  | Test match      | 1       | -      | -      |
| Total | Total           | 3       | 0      | 0      |